# Богородицкий, Константин Николаевич

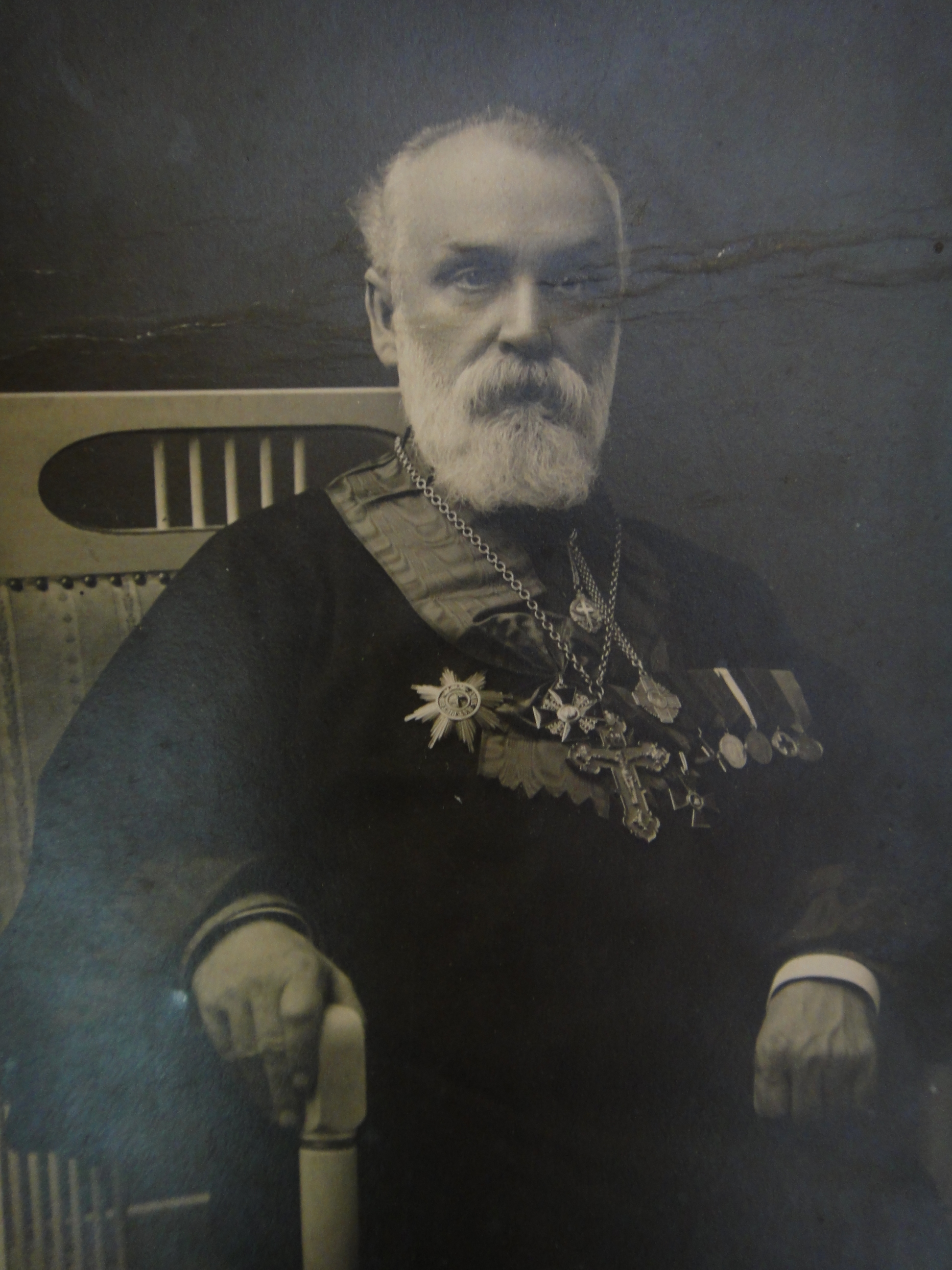
Богородицкий К Н

Константин Николаевич Богородицкий (15 декабря 1863, село Абакумово, Пронский уезд, Рязанская губерния — 1922, Ташкент) — митрофорный протоиерей Русской православной церкви, главный священник армий Западного фронта (1914—1917).

## Биография
Родился в семье священника.
Окончил Рязанскую духовную семинарию (1883) и Казанскую духовную академию со степенью кандидата богословия (1887).
Иерей, законоучитель в Казанской учительской семинарии (1887), член Казанского отделения епархиального училищного совета (1889) и Казанского законоучительского совета (1891).
Законоучитель в ташкентской мужской гимназии (1892), цензор проповедей городского духовенства, настоятель Спасо-Преображенского военного собора в Ташкенте, протоиерей (1893), благочинный храмов Ташкентского округа (1894—1899), законоучитель в реальном училище (1895—1898), председатель Ташкентского отделения епархиального училищного совета (1895), уездный наблюдатель церковно-приходских школ и школ грамоты (1896—1899), духовник и законоучитель в Туркестанской общине сестёр милосердия (1897), законоучитель в Ташкентской подготовительной школе 2-го Оренбургского кадетского корпуса, благочинный военных церквей Сырдарьинской области (1900), законоучитель в Мариинском училище (1904), председатель Общества религиозно-нравственного просвещения (1906), депутат I Туркестанского епархиального съезда (1909), казначей Туркестанского окружного управления Российского общества Красного Креста (1911), благочинный ташкентских военно-неподвижных церквей (1913).
Главный священник армий Западного фронта (1914).
Жена — Наталия Васильевна, дети: Евгения, Дмитрий, Александр, Мария.
В 1917 году заместитель председателя I и товарищ председателя II Всероссийских съездов военного и морского духовенства; член Поместного собора Православной российской церкви по избранию от военного и морского духовенства, участвовал в 1-2-й сессиях, член II, XV отделов.
С 1918 года вновь настоятель Спасо-Преображенского собора в Ташкенте.
Скончался от инфаркта. Похоронен у алтарной стены Иосифо-Георгиевского храма на центральной площади Ташкента (снесён в 1995 году).

## Награды
Награждён набедренником (1888), скуфьёй (1892), камилавкой (1896), наперсным крестом (1900), палицей (1912), митрой, орденами Святого Владимира IV (1908) и III (1912) степени, Святой Анны III (1903), II (1905) и I степени, золотым наперсным крестом с украшениями (1915).

## Сочинения
- Письмо к Ф. М. Керенскому //   ЦГА Республики Узбекистан. Ф. И-47. Оп. 1. Д. 219. Л. 102.
- Речь на день 60-летия служения прот. Андрея Евграфовича Малова. 26 февраля 1899 г.; Речи // Туркестанские епархиальные ведомости. — 1907. — № 21. — С. 543; 1909. — № 13. — С. 356; 1912. — № 12. — С. 363—364.